# (20440) McClintock
(20440) McClintock (1999 JO31) – planetoida z pasa głównego asteroid okrążająca Słońce w ciągu 3,79 lat w średniej odległości 2,43 j.a. Odkryta 10 maja 1999 roku.